# Burkhard Pfister
Burkhard Pfister (* 1949 in Meiningen) ist ein deutscher Maler, Kunsttischler und Bildhauer.

## Leben
Burkhard Pfister wurde 1949 in Meiningen geboren, Kindheit und Schulzeit verbrachte er in Baden-Württemberg und studierte freie Malerei in Karlsruhe und an der Hochschule der Künste in Berlin.
1978 verbrachte er ein Jahr als Reisender in der Welt des Orients. Mit dem Fahrrad durchquerte er den Balkan und verbrachte Monate in Griechenland und der Türkei, wo ihn die orientalische Bildwelt der Städte, Straßen und Museen faszinierten.
Seit 1979 arbeitet er als Maler, Grafiker und in Zusammenarbeit mit Claudia Hentrich als Ebenisten in eigener Werkstatt in Bremen und in Rentwertshausen (Thüringen).

## Leistungen
2005 begann das Projekt um das Gilgamesch-Epos, aus welchem ein zeitgemäßer Comic, inspiriert von der alten orientalischen Kunst, entstehen sollte. 2008 erschien die erste „Tafel“ (Tafel 0. Gilgameschs Ruhm) des Epos im Stil einer Graphic Novel, wobei einzelne Elemente der Original-Tontafeln als Ornamente mit einflossen. Pfister wählte in Zusammenarbeit mit Claudia Hentrich und Kerstin Heymach aus insgesamt fast 500 Zeichnungen aus und teilte sie den zwölf Tafeln zu. Der Text wurde von Ursula Broicher auf Grundlage einer aktuellen Übersetzung entwickelt. Mittlerweile sind alle 12 Tafeln erschienen und auch als Gesamtband erhältlich.

## Werke
- Gilgamesch. Tafel 0 bis 11. Nach Motiven des GILGAMESCH-EPOS aus dem 2. Jahrtausend vor unserer Zeitrechnung. Projekte Verlag Cornelius. Halle 2008–2009
  - Tafel 0. Gilgameschs Ruhm; ISBN 978-3-86634-442-6
  - Tafel 1. Gilgamesch und Enkidu; ISBN 978-3-86634-443-3
  - Tafel 2. Zweikampf und Freundschaft; ISBN 978-3-86634-519-5
  - Tafel 3. Die Beschwörung der Reise zum Zedernwald; ISBN 978-3-86634-574-4
  - Tafel 4. Weg und Traumgesichte; ISBN 978-3-86634-575-1
  - Tafel 5. Kampf mit dem Dämon; ISBN 978-3-86634-616-1
  - Tafel 6. Zorn der Ischtar – der Himmelsstier; ISBN 978-3-86634-616-1
  - Tafel 7. Enkidus Tod; ISBN 978-3-86634-760-1
  - Tafel 8. Verzweiflung und Klage; ISBN 978-3-86634-761-8
  - Tafel 9. Der Weg an das Ende der Welt; ISBN 978-3-86634-825-7
  - Tafel 10. Die Wasser des Todes; ISBN 978-3-86634-922-3
  - Tafel 11. Die große Flut – Gilgameschs Rückkehr; ISBN 978-3-86634-923-0
- Gilgamesch Graphic Novel. Projekte Verlag Cornelius, 2010, Hardcover, 358 Seiten, s/w inkl. 6 Farbseiten; ISBN 978-3-86237-230-0
- Die Atriden. Projekte Verlag Cornelius, 2013, 215 Seiten; ISBN 978-3-95486-377-8[3]
- Meine Nächte mit Odysseus. Burkhard Pfister, Texte: Jens-Ulrich Davids, Städtische Galerie, Bremen 2014[4]
- 40 Jahre Möbelkunstwerk. Claudia Hentrich, Burkhard Pfister, Text: Renate Siegel, 2021, Hardcover 191 Seiten